# Sanja Žurž
Sanja Žurž (ur. 10 czerwca 1989) – serbska zapaśniczka walcząca w stylu wolnym. Brązowa medalistka mistrzostw śródziemnomorskich w 2011 roku.